# Lars-Bertil Persson
Lars Bertil (Lars-Bertil) Persson, född 19 november 1934 i Lunds stadsförsamling i Malmöhus län, är en svensk pensionerad officer i flygvapnet.
Persson blev fänrik i flygvapnet 1956 vid Kalmar flygflottilj (F 12). Han befordrades till löjtnant 1958, till kapten 1964, till major 1969, till överstelöjtnant 1972, till överste 1977, till överste av 1:a graden 1980 och till generalmajor 1982.
Persson inledde sin militära karriär som flygare vid Kalmar flygflottilj. År 1959 utbildade han sig till provflygare vid Empire Test Pilot’s School i Storbritannien, för att sedan tjänstgöra 1960–1968 som provflygare vid Försökscentralen (FC). 1968–1972 tjänstgjorde han vid Försvarsstaben. Åren 1973–1977 var han chef för Planeringsavdelningen och 1977–1980 var han sektionschef vid Försvarsstaben. Han var 1980–1982 chef för Norrbottens flygflottilj. Han var chef för Planeringsledningen vid Försvarsstaben från 1982 till 1986, då han avgick ur Försvarsmakten.
Efter sin militära karriär var han 1986–1996 generaldirektör och chef för Flygtekniska försöksanstalten. Åren 1996–1998 var han ordförande i Group for Aeronautical Research and Technology in Europe (GARTEUR). Han var 1992–2000 även ordförande för den svenska delegationen vid GARTEUR.
Lars-Bertil Persson invaldes 1981 som ledamot av Kungliga Krigsvetenskapsakademien.